# Rhynchacris ornata
Rhynchacris ornata är en insektsart som beskrevs av Ludwig Redtenbacher 1908. Rhynchacris ornata ingår i släktet Rhynchacris och familjen Pseudophasmatidae. Inga underarter finns listade i Catalogue of Life.